# Jelićka
Jelićka (en serbe cyrillique : Јелићка) est un village de Bosnie-Herzégovine. Il est situé sur le territoire de la ville de Prijedor et dans la république serbe de Bosnie. Selon les premiers résultats du recensement bosnien de 2013, il compte 390 habitants.

## Géographie
Le village de Jelićka se trouve dans une micro-région connue sous le nom de « Timar », une vaste plaine située sur le cours inférieur de la rivière Gomjenica, entre Prijedor et Bronzani Majdan, et entourée par le massif de la Kozara et la Vrhovina de Banja Luka. En plus de la Gomjenica qui borde son territoire, il s'étend sur la rive méridionale du lac de Gradina et il traversé par la petite rivière Vučevica, qui se jette dans la Gomjenica.

## Histoire
L'église de la Translation-des-Reliques-de-Saint-Nicolas, construite au début du XIXe siècle, est une église en bois inscrite sur la liste des monuments nationaux de Bosnie-Herzégovine ; en plus de l'église proprement dite et du clocher, les icônes de l'iconostase ainsi que six livres anciens sont également classés.

## Démographie

### Évolution historique de la population dans la localité
| 1948 | 1953 | 1961  | 1971  | 1981 | 1991 | 2013 |
| ---- | ---- | ----- | ----- | ---- | ---- | ---- |
| -    | -    | 1 023 | 1 032 | 990  | 690  | 390  |

|  |

## Personnalité
Le poète serbe Gavro Babić est né dans le village en 1950.